# Dead Dead Demon's Dededede Destruction
Dead Dead Demon's Dededede Destruction (яп. デッドデッドデーモンズデデデデデストラクション, Deddo Deddo Dēmonzu Dededede Desutorakushon), також скорочено DDDD — японська серія манґи, написана та проілюстрована Ініо Асано. Манґа виходила в сейнен-журналі Big Comic Spirits видавництва Shogakukan з квітня 2014 року по лютий 2022 року, а її глави були зібрані у 12 томів. Історія розповідає про двох старшокласниць, які борються з буденністю життя після падіння інопланетного космічного корабля на Японію.
Прем'єра аніме-адаптації у виді двох фільмів виробництва студії Production +h. відбулася у березні і травні 2024 року. З травня по вересень 2024 року на Crunchyroll відбувалася трансляція 18-серійної оригінальної мережевої анімації (ONA) по всьому світу. Вона містить матеріал з двох фільмів та нові кадри, які не потрапили в екранізації.
До березня 2022 року тираж Dead Dead Demon's Dededede Destruction перевищив 3 мільйони копій. У 2021 році манґа отримала 66-ту нагороду Shogakukan Manga Award у загальній категорії, а також нагороду Excellence Award 25-го Японського фестивалю медіа-мистецтва у 2022 році.

## Сюжет
За три роки до подій цієї історії, 31 серпня, над Токіо з'явився інопланетний космічний корабель. Хоча він не атакував, японський уряд, вбачаючи в ньому потенційну загрозу, безуспішно намагається його знищити. Ситуація призводить до холодної війни між людьми на Землі та загарбниками на материнському кораблі над Токіо. Виникає подальший конфлікт між політичними групами, які хочуть знищити прибульців, і тими, хто хоче вести мирні переговори. Незважаючи на напружений і нестабільний стан світу, старшокласниці Кояма Кадоде і Накагава Оран поводяться так, ніби нічого не змінилося. Вони живуть своїми днями, як і завжди. У центрі цієї історії — не вторгнення прибульців, а людська природа та дорослішання у турбулентному і непевному світі. 

## Персонажі

Персонажі Dead Dead Demon's Dededede Destruction (зліва направо): Кояма Кадоде, Демото Ай, Накагава Оран, Хірама Рін та Куріхара Кіхо

Кояма Кадоде (яп. 小山 門出, Koyama Kadode)
Дівчинка третього класу старшої школи. Вона обожнює культового персонажа манґи Ісобеяна. Вона середнього зросту, має коротке чорне волосся і носить червоні окуляри. Кадоде дружить з Оран з десяти років і називає її «Онтан». Незважаючи на те, що її батько, Нобуо, зник безвісти 31 серпня, а подруга Кіхо загинула під час інциденту з космічним кораблем загарбників, вона мало цікавиться політикою чи загарбниками.
Накагава Оран (яп. 中川 凰蘭, Nakagawa Ouran)
Учениця третього класу старшої школи, а згодом студентка університету, яка є найкращою подругою Кадоде, має овальні брови, часто пускає слину. Має довге чорне волосся, яке вона заплітає у косички з затискачами у формі черепа. Хоча Оран ексцентрична, дружелюбна та експресивна на людях, вона схильна показувати своє справжнє «я» лише друзям та родині. Оран любить відеоігри і мріє про падіння суспільства та поневолення людської раси. Свою дружбу з Кадоде вона цінує понад усе, називаючи їхній зв'язок «абсолютним».
Куріхара Кіхо (яп. 栗原 キホ, Kurihara Kiho)
Однокласниця Кадоде та Оран, яка також товаришує з Ай та Рін. Вона невисокого зросту, носить стрижку каре і має дуже густі брови. Як дівчина, що приєдналася до їхньої групи друзів найпізніше, вона іноді відчуває себе покинутою серед інших дівчат. Під час новорічних свят вона вмирає, коли над її квартирою збивають космічний корабель загарбників.
Демото Ай (яп. 出元 亜衣, Demoto Ai)
Вона була подругою Кадоде та Оран в старшій школі та університеті. Вона невисокого зросту, кругловида, з маленькими очима і великими окулярами. Ай мало переймається холодною війною між людьми та загарбниками, більшу частину свого часу присвячуючи турботі про п'ятьох молодших братів. Її найкраща подруга — Рін.
Хірама Рін (яп. (平間 凛, Hirama Rin)
Висока і худорлява дівчина, яка товаришує з Кадоде та Оран у старшій школі та в університеті. Хоча вона майже завжди мовчазна, Рін відома як велика фанатка манґи про кохання чоловіків.
Такемото Футаба (яп. 竹本 ふたば, Takemoto Futaba)
Молода дівчина з Хакуй, Ішікава, переїжджає до Токіо і вступає до того ж університету, що й Кадоде, Оран, Макото, Рін та Ай. Вона має характерні рожеві плями рум'янцю та ніс овальної форми. Зближується з Кадоде через їхню спільну любов до Ісобеяна і приєднується до її групи друзів. Футаба приїхала до Токіо, щоб долучитися до мирного руху, який виступає за безпеку та права загарбників.
Тайнума Макото (яп. 田井沼 マコト, Tainuma Makoto)
Студент університету Кадоде та Оран, який переїхав з Хакуй разом з Футабою. Хоча при народженні Макото був визначений чоловіком, він любить одягатися в жіночий одяг і носити біляву перуку. Він хотів стати айдолом, тому переїхав до Токіо, щоб уникнути гендерних норм маленького містечка, і знайшов групу друзів у Футабі, Оран, Кадоде, Рін, Ай та Обі, які прийняли його.
Оба Кейта (яп. 大葉 圭太, Ōba Keita)
Айдол, який зник 31 серпня і тілом якого заволодів загарбник. Оба знайомиться з Кадоде та Оран, які швидко дізнаються, що він загарбник, який прикидається людиною.
Кохіруймакі Кенічі (яп. 小比類巻 健一, Kohiruimaki Kenichi)
Тривожний і невиліковно залежний від інтернету хлопець Кіхо. Кенічі радикалізується після смерті своєї дівчини і формує групу месників, які мають намір знищити загарбників.
Ватарасе Наокі (яп. 渡良瀬 直樹, Watarase Naoki)
Шкільний вчитель Кадоде та Оран, який має стоїчну та песимістичну поведінку. Після закінчення школи Кадоде має з ним нетривалі романтичні стосунки.
Накагава Хіроші (яп. 中川 ひろし, Nakagawa Hiroshi)
Старший брат Оран, який страждає ожирінням, але має риси обличчя, як у айдола. Хікікоморі, який проводить свої дні, модеруючи інтернет-форуми.
Кояма Нобуо (яп. 小山 ノブオ, Koyama Nobuo)
Батько Кадоде, редактор манґи, зник 31 серпня.
Ісобеян (яп. イソベやん, Isobeyan)
Знаковий персонаж манґи Isobeyan. Пародія на Дораемона. Людиноподібний гриб, який дає Дебеко різні гаджети в оманливій спробі допомогти їй вирішити її проблеми.
Дебеко (яп. デベ子, Debeko)
Пародія на Нобіту Нобі у всесвіті манґи Isobeyan. Недбала і нерозумна дівчина, яка використовує гаджети Ісобеяна для вирішення своїх проблем, що зазвичай призводить до зворотних наслідків.

## Медіа

### Манґа
Манґа Dead Dead Demon's Dededede Destruction, написана та проілюстрована Ініо Асано, вперше була представлена під умовною назвою Honobono Fūfu (яп. ほのぼの夫婦, Ніжна сердечна пара). Манґа почалася в сейнен-журналі Big Comic Spirits видавництва Shogakukan 28 квітня 2014 року. Серіал кілька разів робив перерви. Він завершився 28 лютого 2022 року. Розділи були зібрані в дванадцять томів, виданих з 30 вересня 2014 року по 30 березня 2022 року.
Viz Media оголосила на Comic-Con International 2017, що ліцензувала манґу в Північній Америці. Манґа також була ліцензована в Бразилії компанією Editora JBC, у Франції — Kana, в Іспанії — Norma Editorial, у Німеччині — Tokyopop, та в Італії — Panini Comics.

#### Список томів
| №  | Дата виходу     | ISBN                   |
| -- | --------------- | ---------------------- |
| 1  | 30 вересня 2014 | ISBN 978-4-09-186500-7 |
| 2  | 27 лютого 2015  | ISBN 978-4-09-186857-2 |
| 3  | 28 серпня 2015  | ISBN 978-4-09-187260-9 |
| 4  | 29 лютого 2016  | ISBN 978-4-09-187563-1 |
| 5  | 30 вересня 2016 | ISBN 978-4-09-187829-8 |
| 6  | 30 травня 2017  | ISBN 978-4-09-189567-7 |
| 7  | 30 серпня 2018  | ISBN 978-4-09-860100-4 |
| 8  | 28 червня 2019  | ISBN 978-4-09-860354-1 |
| 9  | 26 грудня 2019  | ISBN 978-4-09-860520-0 |
| 10 | 25 грудня 2020  | ISBN 978-4-09-860834-8 |
| 11 | 30 липня 2021   | ISBN 978-4-09-861157-7 |
| 12 | 30 березня 2022 | ISBN 978-4-09-861293-2 |

### Аніме
У березні 2022 року було оголошено, що манґа отримає аніме-адаптацію виробництва студії Production +h. Пізніше було підтверджено, що це двосерійна кіноадаптація, з режисером Томоюкі Курокава, за сценарієм Рейко Йошіда, дизайном персонажів і головним режисером анімації Нобутака Іто, а музику написав Таро Умебаяші. Прем'єра першої частини відбулася в японських кінотеатрах 22 березня 2024 року. Друга частина спочатку була запланована на 19 квітня, але згодом була перенесена на 24 травня, щоб покращити якість фільму.
У травні 2024 року Crunchyroll анонсували адаптацію манґи у вигляді 18-серійної оригінальної мережевої анімації (ONA). Трансляція розпочалася на сайті 24 травня і закінчилася 20 вересня того ж року. Аніме-серіал містить матеріал з попередніх фільмів та нові кадри, які не були показані в екранізаціях.

#### Список серій
| № серії | Назва серії                                               | Режисер(и)                                  | Сценарист(и)    | Розкадрування                             | Оригінальна дата виходу |
| --- | --------------------------------------------------------- | ------------------------------------------- | --------------- | ----------------------------------------- | ----------------------- |
| 0 | «Серія 0» Транслітерація: «Dai zero wa» (яп. 第0話)       | Харуо Огавара Кадзумі Терада Кеня Кодама    | Такаакі Судзукі | Ікуо Ямакадо Такаюкі Ямамото Онйон Канешо | 24 травня 2024          |
| Над Токійською затокою раптово з'являється велетенський корабель, що спричиняє надзвичайний стан. Посеред хаосу Нобуо Кояма, який працює у видавничій компанії, потрапляє в катастрофу космічного корабля. |                                                           |                                             |                 |                                           |                         |
| 1 | «Серія 1» Транслітерація: «Dai ichi wa» (яп. 第1話)       | Кадзумі Терада                              | Рейко Йошіда    | Нобутаке Ідо Масацугу Аракава             | 31 травня 2024          |
| В Токіо з'явився гігантський корабель, і минуло три роки. Здавалося, повсякденній рутині прийшов кінець, а світ опинився на межі знищення. Однак корабель нічого не робив, і життя продовжувалося, як зазвичай. |                                                           |                                             |                 |                                           |                         |
| 2 | «Серія 2» Транслітерація: «Dai ni wa» (яп. 第2話)         | Акіра Хонма                                 | Рейко Йошіда    | Акіра Хонма Томоюкі Курокава              | 7 червня 2024           |
| Менший диск розбивається в житловому районі Сугінамі. Нову систему озброєнь від приватної компанії намагаються привести в дію якомога швидше, щоб запобігти неминучій загрозі катастроф. Тим часом Кадоде збирає всю свою мужність і запрошує себе додому до свого вчителя.                                                                                  |                                                           |                                             |                 |                                           |                         |
| 3 | «Серія 3» Транслітерація: «Dai san wa» (яп. 第3話)        | Ацуджі Танідзава Ілля Кувшинов              | Такаакі Судзукі | Ілля Кувшинов                             | 14 червня 2024          |
| Після того, як Fujin-6 успішно збив свою першу ціль, уряд прискорює розгортання нових систем усіма можливими способами. Однак лунають голоси, які ставлять це під сумнів. |                                                           |                                             |                 |                                           |                         |
| 4 | «Серія 4» Транслітерація: «Dai yon wa» (яп. 第4話)        | Онйон Канешо                                | Рейко Йошіда    | Шотаро Кітамура                           | 21 червня 2024          |
| На дворі Різдво, і дівчата святкують його разом. Тим часом материнський корабель все частіше відчіплює інші менші кораблі, які збиває Fujin Model 7, але не кожне збиття і подальші зіткнення проходять без проблем. |                                                           |                                             |                 |                                           |                         |
| 5 | «Серія 5» Транслітерація: «Dai go wa» (яп. 第5話)         | Кадзумі Терада                              | Рейко Йошіда    | Кадзумі Терада                            | 28 червня 2024          |
| Згадаймо шкільні роки Оран і Кадоде в початковій школі. Оран знайомиться з Кадоде, яку цькують інші учні класу, під час літніх курсів, але їй важко заступитися за Кадоде в школі. Крім того, вони разом знаходять таємничу істоту... |                                                           |                                             |                 |                                           |                         |
| 6 | «Серія 6» Транслітерація: «Dai roku wa» (яп. 第6話)       | Катакурі Кадзумі Терада                     | Рейко Йошіда    | Акіра Хонма                               | 5 липня 2024            |
| Кадоде вирішує використати інструменти «загарбника», щоб допомагати людям у біді. Спекотного літа вона намагається допомогти вагітній жінці, яка застрягла на закритому залізничному переїзді, але випадково спричиняє сходження потяга з рейок. Вражений тим, що її добрі наміри зрештою завдали шкоди людям, Кадоде вирішує більше ніколи не помилятися... |                                                           |                                             |                 |                                           |                         |
| 7 | «Серія 7» Транслітерація: «Dai nana wa» (яп. 第7話)       | Ацуджі Танідзава                            | Такаакі Судзукі | Ілля Кувшинов                             | 12 липня 2024           |
| Ай вирушає в автобусний тур Токіо зі своїм шанувальником. Тим часом компанія SES продовжує розробку інноваційних систем озброєнь, які мають забезпечити, щоб Японія більше не залежала від інших країн. |                                                           |                                             |                 |                                           |                         |
| 8 | «Серія 8» Транслітерація: «Dai hachi wa» (яп. 第8話)      | Таку Кімура                                 | Рейко Йошіда    | Таку Кімура                               | 19 липня 2024           |
| Кадоде та Оран закінчують старшу школу і вступають у новий етап свого життя. Тим часом Японія активно працює над будівництвом Чокуджина, а існування загарбників залишається офіційною таємницею. Однак опір починає наростати. |                                                           |                                             |                 |                                           |                         |
| 9 | «Серія 9» Транслітерація: «Dai kyu wa» (яп. 第9話)        | Такаюкі Ямамото                             | Рейко Йошіда    | Масацугу Аракава                          | 26 липня 2024           |
| Кадоде, Оран, Ай та Рін починають навчання в університеті та знайомляться з Футабою на кампусі. Тим часом різні протестні рухи набирають сили, і уряд вже не може приховувати існування загарбників після нещодавнього інциденту. |                                                           |                                             |                 |                                           |                         |
| 10 | «Серія 10» Транслітерація: «Dai juu wa» (яп. 第10話)      | Кадзумі Терада Кеня Кодама                  | Рейко Йошіда    | Йоджіро Арай Кадзумі Терада               | 2 серпня 2024           |
| Оран зустрічає загарбника, який захопив тіло Оби, і вирішує тимчасово розмістити його у Кадоде. Тим часом, після того як існування загарбників було оголошено публічно, Сили самооборони Японії та інші організації розпочинають відкритий пошук загарбників.                                                                                                |                                                           |                                             |                 |                                           |                         |
| 11 | «Серія 11» Транслітерація: «Dai juu-ichi wa» (яп. 第11話) | Ацуджі Танідзава                            | Такаакі Судзукі | Ілля Кувшинов                             | 9 серпня 2024           |
| З введенням Fujin Model 9 ситуація для загарбників стає дедалі небезпечнішою. SHIP стає все більш відчайдушним, оскільки їхні демонстрації не знаходять відгуку, а публічний інтерес до теми згасає. Тим часом уряд оснащує нові моделі Fujin штучним інтелектом.                                                                                            |                                                           |                                             |                 |                                           |                         |
| 12 | «Серія 12» Транслітерація: «Dai juu-ni wa» (яп. 第12話)   | Асахі Йошімура                              | Рейко Йошіда    | Таку Кімура                               | 16 серпня 2024          |
| Знаючи, що світ ось-ось загине, Кадоде організовує зустріч зі своїм колишнім вчителем, Ватарасе. Оба зустрічає загарбників і розпитує їх про поточну ситуацію на материнському кораблі. Крім того, Клуб окультистів вирушає в літній табір. |                                                           |                                             |                 |                                           |                         |
| 13 | «Серія 13» Транслітерація: «Dai juu-san wa» (яп. 第13話)  | Асахі Йошімура                              | Рейко Йошіда    | Такаші Ііда                               | 23 серпня 2024          |
| Футабі належить прийняти рішення щодо завдання, яке їй доручив SHIP. Рано вранці Онтан таємно вирушає кудись, змушуючи Обу побоюватися найгіршого. Разом з Макото він намагається знайти Оран, перш ніж трапиться щось ще гірше. |                                                           |                                             |                 |                                           |                         |
| 14 | «Серія 14» Транслітерація: «Dai juu-yon wa» (яп. 第14話)  | Ацуджі Танідзава                            | Такаакі Судзукі | Кадзумі Терада                            | 30 серпня 2024          |
| Материнський корабель починає розвалюватися на частини і падати вниз у напрямку Токіо. Тим часом уряд намагається відбитися від іноземного втручання. У своєму відчаї загарбники бачать лише один вихід. |                                                           |                                             |                 |                                           |                         |
| 15 | «Серія 15» Транслітерація: «Dai juu-go wa» (яп. 第15話)   | Сю Цзюаньфень                               | Рейко Йошіда    | Йо Койке                                  | 6 вересня 2024          |
| Поки Кадоде, Оран та їхні друзі розмірковують, чи слід повертатися до Токіо, ситуація там загострюється. Уряд вирішує прискорити запуск свого ковчега, названого Океан, і покинути Токіо. Кохіруймакі, у свою чергу, має власний план. |                                                           |                                             |                 |                                           |                         |
| 16 | «Серія 16» Транслітерація: «Dai juu-roku wa» (яп. 第16話) | Кадзумі Терада                              | Рейко Йошіда    | Кадзумі Терада                            | 13 вересня 2024         |
| Світ на межі знищення. Кадоде, Оран та їхні друзі вирушають назад до Токіо. Тим часом Оба намагається за допомогою пароля вимкнути реактор материнського корабля до того, як він вибухне. |                                                           |                                             |                 |                                           |                         |
| 17 | «Серія 17» Транслітерація: «Dai juu-nana wa» (яп. 第17話) | Томоюкі Курокава Кадзумі Терада Кеня Кодама | Такаакі Судзукі | Масахіко Окура Томокі Кьода               | 20 вересня 2024         |
| Ми повертаємося у світ після 32 серпня, де Макото зустрівся з батьком Кадоде. Макото бачить лише один вихід для Нобуо: він повинен знову перезапустити світ і повернутися до того моменту, що стався 12 років тому, до точки, до якої прив'язана Машина Переміщення.                                                                                         |                                                           |                                             |                 |                                           |                         |

## Сприйняття
До березня 2022 року тираж манґи перевищив 3 мільйони копій.
Dead Dead Demon's Dededede Destruction посідає вісімнадцяте місце в Kono Manga ga Sugoi! Рейтингу 20 кращих манґ для чоловіків-читачів 2016 року від Takarajimasha. Він отримав французьку нагороду «Дарума за найкращий малюнок манґи» на Japan Expo Awards у 2017 році. Серіал був обраний однією з найкращих манґ на Comic-Con International Best & Worst Manga 2018 року. У 2018 році манґа отримала нагороду Аттіліо Мікелуцці за найкращу іноземну манґу. У 2019 році серіал отримав французьку премію Коніші за найкращу перекладену манґу. У 2021 році, разом із Police in a Pod, Dead Dead Demon's Dededede Destruction виграв 66-ту премію Shogakukan Manga Award у загальній категорії. Він також був нагороджений нагородою Excellence Award в категорії манґи на 25-му Японському фестивалі медіа-мистецтва у 2022 році.
Манґа була номінована на премію Айснера в категорії «Найкраще видання міжнародного матеріалу в США — Азія» у 2019 році.